# Puchar Europy w Lekkoatletyce 1965 – finał mężczyzn
Finał mężczyzn rozgrywany w ramach pucharu Europy w lekkoatletyce w 1965 odbył się 11 i 12 września w Stuttgarcie. Wystąpiło sześć zespołów, które awansowały z trzech półfinałów.

## Klasyfikacja generalna
| Poz. | Reprezentacja   | Punkty |
| ---- | --------------- | ------ |
| 1    | ZSRR            | 86     |
| 2    | RFN             | 85     |
| 3    | Polska          | 69     |
| 4    | NRD             | 69     |
| 5    | Francja         | 60     |
| 6    | Wielka Brytania | 48     |

## Wyniki indywidualne
Kolorami oznaczono zawodników reprezentujących zwycięskie drużyny.

### Bieg na 100 metrów
| Lp. | Państwo         | Zawodnik            | Wynik |
| --- | --------------- | ------------------- | ----- |
| 1.  | Polska          | Marian Dudziak      | 10,3  |
| 2.  | RFN             | Manfred Knickenberg | 10,4  |
| 3.  | NRD             | Heinz Erbstößer     | 10,5  |
| 4.  | ZSRR            | Amin Tujakow        | 10,5  |
| 5.  | Francja         | Jocelyn Delecour    | 10,5  |
| –   | Wielka Brytania | David Jones         | DQ    |

### Bieg na 200 metrów
| Lp. | Państwo         | Zawodnik         | Wynik  |
| --- | --------------- | ---------------- | ------ |
| 1.  | RFN             | Josef Schwarz    | 21,1 w |
| 2.  | NRD             | Heinz Erbstößer  | 21,2 w |
| 3.  | Francja         | Jocelyn Delecour | 21,2 w |
| 4.  | Wielka Brytania | Patrick Morrison | 21,2 w |
| 5.  | ZSRR            | Edwin Ozolin     | 21,3 w |
| –   | Polska          | Marian Dudziak   | DQ     |

### Bieg na 400 metrów
| Lp. | Państwo         | Zawodnik           | Wynik |
| --- | --------------- | ------------------ | ----- |
| 1.  | Polska          | Andrzej Badeński   | 45,9  |
| 2.  | RFN             | Manfred Kinder     | 46,6  |
| 3.  | NRD             | Joachim Both       | 47,1  |
| 4.  | Wielka Brytania | Michael Fitzgerald | 47,4  |
| 5.  | Francja         | Michel Samper      | 47,4  |
| 6.  | ZSRR            | Wadym Archypczuk   | 47,4  |

### Bieg na 800 metrów
| Lp. | Państwo         | Zawodnik           | Wynik  |
| --- | --------------- | ------------------ | ------ |
| 1.  | RFN             | Franz-Josef Kemper | 1:50,3 |
| 2.  | NRD             | Jürgen May         | 1:50,3 |
| 3.  | Wielka Brytania | Chris Carter       | 1:50,6 |
| 4.  | Francja         | Maurice Lurot      | 1:50,7 |
| 5.  | ZSRR            | Walerij Bułyszew   | 1:50,9 |
| 6.  | Polska          | Roland Brehmer     | 1:51,8 |

### Bieg na 1500 metrów
| Lp. | Państwo         | Zawodnik        | Wynik  |
| --- | --------------- | --------------- | ------ |
| 1.  | RFN             | Bodo Tümmler    | 3:47,4 |
| 2.  | Francja         | Jean Wadoux     | 3:48,0 |
| 3.  | NRD             | Jürgen May      | 3:48,3 |
| 4.  | Wielka Brytania | Alan Simpson    | 3:48,4 |
| 5.  | ZSRR            | Rein Tölp       | 3:50,5 |
| 6.  | Polska          | Zbigniew Wójcik | 3:51,5 |

### Bieg na 5000 metrów
| Lp. | Państwo         | Zawodnik         | Wynik   |
| --- | --------------- | ---------------- | ------- |
| 1.  | RFN             | Harald Norpoth   | 14:18,0 |
| 2.  | Polska          | Witold Baran     | 14:20,0 |
| 3.  | Wielka Brytania | Derek Graham     | 14:20,4 |
| 4.  | Francja         | Jean Wadoux      | 14:25,8 |
| 5.  | ZSRR            | Piotr Bołotnikow | 14:29,0 |
| 6.  | NRD             | Werner Krause    | 14:47,6 |

### Bieg na 10 000 metrów
| Lp. | Państwo         | Zawodnik          | Wynik   |
| --- | --------------- | ----------------- | ------- |
| 1.  | ZSRR            | Nikołaj Dutow     | 28:42,2 |
| 2.  | RFN             | Lutz Philipp      | 28:44,9 |
| 3.  | Polska          | Kazimierz Zimny   | 28:46,0 |
| 4.  | Wielka Brytania | Michael Bullivant | 29:33,8 |
| 5.  | NRD             | Klaus Böttger     | 29:44,6 |
| 6.  | Francja         | Michel Jazy       | 30:38,4 |

### Bieg na 110 metrów przez płotki
| Lp. | Państwo         | Zawodnik           | Wynik |
| --- | --------------- | ------------------ | ----- |
| 1.  | ZSRR            | Anatolij Michajłow | 13,9  |
| 2.  | Francja         | Marcel Duriez      | 14,0  |
| 3.  | Wielka Brytania | Mike Parker        | 14,5  |
| 4.  | RFN             | Hinrich John       | 14,5  |
| 5.  | NRD             | Christian Voigt    | 14,7  |
| 6.  | Polska          | Adam Kołodziejczyk | 15,0  |

### Bieg na 400 metrów przez płotki
| Lp. | Państwo         | Zawodnik             | Wynik |
| --- | --------------- | -------------------- | ----- |
| 1.  | Francja         | Robert Poirier       | 50,8  |
| 2.  | Wielka Brytania | John Cooper          | 50,9  |
| 3.  | RFN             | Rainer Schubert      | 51,9  |
| 4.  | ZSRR            | Imants Kukličs       | 52,1  |
| 5.  | NRD             | Rainer Schiedewitz   | 52,5  |
| 6.  | Polska          | Włodzimierz Martinek | 52,8  |

### Bieg na 3000 metrów z przeszkodami
| Lp. | Państwo         | Zawodnik          | Wynik  |
| --- | --------------- | ----------------- | ------ |
| 1.  | ZSRR            | Wiktor Kudinski   | 8:41,0 |
| 2.  | Wielka Brytania | Maurice Herriott  | 8:42,2 |
| 3.  | Polska          | Edward Szklarczyk | 8:42,8 |
| 4.  | Francja         | Guy Texereau      | 8:47,2 |
| 5.  | RFN             | Manfred Letzerich | 8:48,4 |
| 6.  | NRD             | Günther Köhler    | 9:12,8 |

### Sztafeta 4 × 100 metrów
| Lp. | Państwo         | Zawodnicy                                                         | Wynik  |
| --- | --------------- | ----------------------------------------------------------------- | ------ |
| 1.  | ZSRR            | Edwin Ozolin Borys Sawczuk Amin Tujakow Nikołaj Politiko          | 39,4   |
| 2.  | Polska          | Andrzej Zieliński Wiesław Maniak Edward Romanowski Marian Dudziak | 39,5   |
| 3.  | RFN             | Hartmut Wilke Gert Metz Dieter Enderlein Fritz Obersiebrasse      | 39,5 = |
| 4.  | Francja         | Jean-Paul Lambrot Alain Roy Claude Piquemal Jocelyn Delecour      | 39,8   |
| 5.  | NRD             | Heinz Erbstößer Rainer Berger Harald Eggers Detlef Lewandowski    | 40,2   |
| –   | Wielka Brytania | Patrick Morrison Barrie Kelly David Jones Menzies Campbell        | DQ     |

### Sztafeta 4 × 400 metrów
| Lp. | Państwo         | Zawodnicy                                                                   | Wynik  |
| --- | --------------- | --------------------------------------------------------------------------- | ------ |
| 1.  | RFN             | Werner Thiemann Jens Ulbricht Hans Reinermann Manfred Kinder                | 3:08,3 |
| 2.  | Polska          | Stanisław Grędziński Wojciech Lipoński Sławomir Nowakowski Andrzej Badeński | 3:08,7 |
| 3.  | ZSRR            | Imants Kukličs Wiktor Byczkow Wasyl Anisimow Wadym Archypczuk               | 3:09,0 |
| 4.  | NRD             | Günter Klann Arthur Speer Hartmut Schwabe Joachim Both                      | 3:09,4 |
| 5.  | Francja         | Bernard Martin Michel Hiblot Robert Poirier Michel Samper                   | 3:09,7 |
| 6.  | Wielka Brytania | Michael Fitzgerald John Adey Peter Warden John Cooper                       | 3:10,6 |

### Skok wzwyż
| Lp. | Państwo         | Zawodnik              | Wynik |
| --- | --------------- | --------------------- | ----- |
| 1.  | ZSRR            | Walerij Brumel        | 2,14  |
| 2.  | RFN             | Wolfgang Schillkowski | 2,09  |
| 3.  | Polska          | Edward Czernik        | 2,07  |
| 4.  | NRD             | Rudi Köppen           | 2,02  |
| 5.  | Francja         | Robert Sainte-Rose    | 1,96  |
| 6.  | Wielka Brytania | Crawford Fairbrother  | 1,96  |

### Skok o tyczce
| Lp. | Państwo         | Zawodnik               | Wynik |
| --- | --------------- | ---------------------- | ----- |
| 1.  | NRD             | Wolfgang Nordwig       | 5,00  |
| 2.  | RFN             | Klaus Lehnertz         | 4,80  |
| 3.  | ZSRR            | Hennadij Błyznecow     | 4,80  |
| 4.  | Francja         | Hervé d’Encausse       | 4,70  |
| 5.  | Polska          | Włodzimierz Sokołowski | 4,60  |
| 6.  | Wielka Brytania | Dave Stevenson         | 4,50  |

### Skok w dal
| Lp. | Państwo         | Zawodnik           | Wynik |
| --- | --------------- | ------------------ | ----- |
| 1.  | ZSRR            | Igor Ter-Owanesian | 7,87  |
| 2.  | Francja         | Jean Cochard       | 7,54  |
| 3.  | RFN             | Hans-Helmut Trense | 7,52  |
| 4.  | NRD             | Klaus Beer         | 7,44  |
| 5.  | Wielka Brytania | Fred Alsop         | 7,40  |
| 6.  | Polska          | Andrzej Stalmach   | 7,33  |

### Trójskok
| Lp. | Państwo         | Zawodnik             | Wynik |
| --- | --------------- | -------------------- | ----- |
| 1.  | NRD             | Hans-Jürgen Rückborn | 16,51 |
| 2.  | ZSRR            | Aleksandr Zołotariow | 16,41 |
| 3.  | Polska          | Józef Szmidt         | 16,41 |
| 4.  | Wielka Brytania | Fred Alsop           | 16,39 |
| 5.  | RFN             | Michael Sauer        | 16,14 |
| 6.  | Francja         | Éric Battista        | 14,61 |

### Pchniecie kulą
| Lp. | Państwo         | Zawodnik         | Wynik |
| --- | --------------- | ---------------- | ----- |
| 1.  | ZSRR            | Nikołaj Karasiow | 19,19 |
| 2.  | Polska          | Alfred Sosgórnik | 18,38 |
| 3.  | Francja         | Pierre Colnard   | 18,04 |
| 4.  | NRD             | Dieter Hoffmann  | 18,00 |
| 5.  | RFN             | Werner Heger     | 17,79 |
| 6.  | Wielka Brytania | Jeff Teale       | 16,69 |

### Rzut dyskiem
| Lp. | Państwo         | Zawodnik      | Wynik |
| --- | --------------- | ------------- | ----- |
| 1.  | Polska          | Zenon Begier  | 58,92 |
| 2.  | NRD             | Fritz Kühl    | 55,92 |
| 3.  | ZSRR            | Kim Buchancow | 55,00 |
| 4.  | RFN             | Jens Reimers  | 53,60 |
| 5.  | Wielka Brytania | Mike Lindsay  | 49,44 |
| 6.  | Francja         | Pierre Alard  | 49,28 |

### Rzut młotem
| Lp. | Państwo         | Zawodnik           | Wynik |
| --- | --------------- | ------------------ | ----- |
| 1.  | ZSRR            | Romuald Klim       | 67,70 |
| 2.  | RFN             | Uwe Beyer          | 67,28 |
| 3.  | NRD             | Martin Lotz        | 65,46 |
| 4.  | Polska          | Olgierd Ciepły     | 61,72 |
| 5.  | Francja         | Vladimir Prikhodko | 58,62 |
| 6.  | Wielka Brytania | Howard Payne       | 57,72 |

### Rzut oszczepem
| Lp. | Państwo         | Zawodnik           | Wynik |
| --- | --------------- | ------------------ | ----- |
| 1.  | ZSRR            | Jānis Lūsis        | 82,56 |
| 2.  | Polska          | Janusz Sidło       | 81,18 |
| 3.  | NRD             | Manfred Stolle     | 79,98 |
| 4.  | Francja         | Christian Monneret | 77,38 |
| 5.  | Wielka Brytania | David Travis       | 76,18 |
| 6.  | RFN             | Rolf Herings       | 72,20 |